# سفارة فنلندا في الهند
سفارة فنلندا في الهند هي أرفع تمثيل دبلوماسي لدولة فنلندا لدى الهند. تقع السفارة في وهي تهدف لتعزيز المصالح الفنلندية في الهند.

## وصلات خارجية
- قائمة سفارات فنلندا
- قائمة السفارات في الهند